# Longwy-sur-le-Doubs
Longwy-sur-le-Doubs ist eine französische Gemeinde mit 493 Einwohnern (Stand 1. Januar 2022) im Département Jura in der Region Bourgogne-Franche-Comté. Sie gehört zum Arrondissement Dole und zum Kanton Tavaux. Longwy-sur-le-Doubs ist Mitglied im Gemeindeverband Communauté de communes de la Plaine Jurassienne.

## Geografie
Die Gemeinde liegt am Doubs, rund 17 Kilometer südwestlich der Arrondissement-Hauptstadt Dole. Die Nachbargemeinden sind Peseux im Norden, Chaussin im Nordosten, Asnans-Beauvoisin im Südosten, Petit-Noir im Südwesten sowie Chemin im Nordwesten.
An der östlichen Gemeindegrenze verläuft der Fluss Doubs.

## Bevölkerungsentwicklung
| Jahr                       | 1962 | 1968 | 1975 | 1982 | 1990 | 1999 | 2008 | 2018 |
| Einwohner                  | 527  | 525  | 491  | 490  | 498  | 496  | 556  | 498  |
| Quellen: Cassini und INSEE |      |      |      |      |      |      |      |      |